# کمیته پارالمپیک کانادا
کمیته پارالمپیک کانادا (به‌طور مخفف CPC؛ فرانسوی: Comité paralympique canadien‎) یک سازمان غیرانتفاعی است که نمایندهٔ ورزشکاران پارالمپیک کانادا در کمیته بین‌المللی پارالمپیک (IPC) و بازی‌های پارا پان امریکن است. این کمیته نمایندهٔ ۲۵ سازمان ورزشی است که در آن عضو هستند.

## اعضا

### فعال
- آلپاین کانادا آلپین
- فدراسیون دو و میدانی کانادا
- انجمن ورزش نابینایان کانادا
- انجمن ورزشی فلج مغزی کانادا
- انجمن کرلینگ کانادا
- انجمن دوچرخه‌سواری کانادا
- فدراسیون شمشیربازی کانادا
- فدراسیون فوتبال کانادا
- انجمن بسکتبال با ویلچر کانادا - اکنون به‌عنوان بسکتبال با ویلچر کانادا شناخته می‌شود
- انجمن ورزش با ویلچر کانادا
- انجمن قایق‌رانی کانادا
- کراس کانتری کانادا
- اسب‌دوانی کانادا
- فدراسیون کمانداران کانادایی
- هاکی کانادا
- جودو کانادا
- قایقرانی آویرون کانادا
- فدراسیون تیراندازی کانادا
- ملت شناگر کانادا
- تنیس روی میز کانادا
- تنیس کانادا
- والیبال کانادا